# ASAGI
ASAGI（あさぎ、8月29日 - ）は、日本のヴィジュアル系ロックバンドDのボーカリスト。作詞、作曲も担当。
血液型A型、秋田県出身。身長178cm、体重59kg。愛称は「あ様」。
また、Dの音源をリリースするための自主レーベルである「GOD CHILD RECORDS」の創立者および代表でもある。

## 経歴
1994年 - Balsamicを結成。1997年 - Balsamic解散。
1998年4月 - JE*REVIENSを結成。2001年6月 - JE*REVIENSが解散し、Syndromeに加入。
2002年 - Syndromeのドラマー紫音とともに、サイドプロジェクトとして「胡蝶」を結成。11月18日 - この日を以て、Syndromeが活動停止。
2003年4月 - Dの結成メンバーとなる。
2006年9月20日 - ソロ名義による1stシングル「Corvinus」をリリース。現在は廃盤となっている（2020年5月より配信を開始）。
2016年4月27日 - ASAGI名義でトリプルA面シングル「Seventh Sense/屍の王者/アンプサイ」リリース。
ソロとしてメジャー・デビュー。同年、GOTCHAROCKAの樹威、DIAURAのyo-kaらと東北出身のボーカリスト3人による「東北三兄弟（トリオ）」を結成。コラボレーションCD&写真集「益荒男」をリリース。
2018年1月31日 - ソロワークスとして"浅葱"名義でメジャー1stフルアルバム「斑（まだら）」をリリース。
2018年2月 - 「あきたこまち～浅葱オリジナルパッケージ～」として、あきたこまちとコラボレーション。
2018年5月31日 - 東北三兄弟によるコラボレーションCD&写真集「手弱女」リリース。
2024年3月8日をもってDが無期限活動休止してからは「GOD CHILD RECORDS」の経営及びソロ活動を続行している。

## 人物
バンド活動を始める以前は横浜市内の飲食店に就職し、魚をおろす仕事をしていた。しかし、ASAGI自身は料理ができないと語っており「魚がさばけるくらい。」とコメントしている。
Dの楽曲全ての作詞を担当しており、また作曲も数多く手がける。とりわけ作詞においては世界観へのこだわりが非常に深く、小説風に仕上がっているのが特徴である。
ビブラート、ファルセットにくわえ、デスボイスやシャウトと言った、幅広いヴォーカルテクニックを持ち合わせた独特の歌声が特徴。
シングル「Cornvinus」によりソロデビューも果たしている。
大変な動物好きとして知られ、特に猫に関しては3匹飼っており、それぞれ「ミー」、「チミ」（ちょみ）、「ドナ」（どんちゃん）と名付け、「皇帝～闇に生まれた報い～」のPVに登場した金魚を引き取り「ぽにょ」と名付け育てていた。しかし、猫達とぽにょはいずれも高齢や病気により既に亡くなっている。2021年より急逝した親族の家に移住し、親族が飼育していたハスキー犬「ロボ」を引き継ぎ、移住後ハムスターと蟹も飼っていたがいずれも寿命や病気で3年のうちに亡くしており、現在は自宅周辺にいた地域猫3匹を引き取って飼育している。
薔薇愛好家でもあり、左上腕部に薔薇の刺青を彫っている。

## GOD CHILD RECORDS
ASAGIが代表を務めるインディーズレーベル。
2019年、多摩動物公園のオフィシャルサポーターに就任。

### 所属バンド
- D (2003年 - 2024年)
- Ruiza (2006年,2012年 - )
- GOTCHAROCKA (2012年 - )
- Blitz (2012年 - 2013年)　※2015年11月7日解散
- RedruM (2012年 - 2014年)　※2015年2月27日解散
- Altair (2015年)　※2016年1月10日解散
- BLESSCODE (2015年 - )
- VETIQUE (2016年)　※2017年6月23日解散